# The Ties That Bind (Bruce Springsteen)
The Ties That Bind è una canzone del cantautore statunitense Bruce Springsteen, pubblicata nel 1980 sul suo album The River.

## Storia
La canzone fu composta da Springsteen durante la tournée del 1978 successiva alla pubblicazione del suo quarto album Darkness on the Edge of Town. Presentata come una nuova canzone, fece il suo esordio durante il concerto a Princeton del 1º novembre e rimase in scaletta per tutta l'ultima parte tour mentre il cantautore ne cercava la veste definitiva, anche se era già stata provata durante i soundcheck sin da settembre in una versione musicalmente molto diversa, prima di uno dei concerti a Passaic.
Molto apprezzata dal pubblico, The Ties That Bind fu scelta per dare il titolo al nuovo album che sarebbe dovuto uscire nel 1979, e fu selezionata insieme ad altri pezzi composti durante la tournée o provenienti dal gruppo di quelli scartati da Darkness. Registrata tra le prime del nuovo disco nell'aprile del 1979, la canzone mantenne la sua posizione privilegiata in tutte le versioni della scaletta del disco finché, alla fine dell'anno, Sprinsgteen chiese ed ottenne dalla Columbia Records di realizzare un album doppio, tanto era il materiale provato e registrato con la E Street Band nel corso dei mesi. Nella nuova veste il ruolo di canzone principale fu attribuito a The River, presentata nel settembre del 1979 durante i concerti nell'evento No Nukes, che poi diede il titolo all'album uscito, dopo una lunghissima serie di session e modifiche della scaletta, nell'ottobre del 1980. The Ties That Bind mantenne comunque il ruolo di canzone di apertura dell'album.
Nel 2015 fu pubblicato il cofanetto The Ties That Bind: The River Collection costituito da 4 CD e 3 DVD (o 2 Blu-ray) contenente, tra l'altro, la versione iniziale dell'album The River quando ancora era pensato come singolo e che contiene una versione non definitiva della canzone che avrebbe dovuto dargli in titolo. Nello stesso cofanetto è incluso il documentario di 60 minuti The Ties That Bind diretto da Thom Zimny nel quale Springsteen ripercorre le fasi della scrittura e della realizzazione di The River.
Dopo l'anteprima nei concerti del 1978, The Ties That Bind fu parte integrante della scaletta del successivo tour iniziato nel 1980 con la pubblicazione di The River. Fu poi dimenticata per molti anni e fu ripescata solo nei concerti del Reunion Tour. Negli anni successivi entrò con una certa regolarità nella rotazione dei brani che Springsteen estraeva dal suo vasto repertorio. Divenne nuovamente uno dei pezzi più importanti delle esibizioni con la tournée del 2016 dedicata alla riproposizione dell'album The River realizzata in occasione della pubblicazione del cofanetto commemorativo.
Una versione preliminare della canzone, registrata dal vivo nel 1978 e quindi prima della sua apparizione nell'album The River, è stata inclusa nel DVD del concerto al The Summit di Houston dell'8 dicembre, parte del cofanetto antologico The Promise: The Darkness on the Edge of Town Story del 2010.

## La canzone
The Ties That Bind è un veloce pezzo rock caratterizzato da un ritmo vivace, dall'accompagnamento di chitarra a dodici corde e da un potente assolo di sassofono di Clarence Clemons. Secondo alcuni commentatori rimanda al beat della cosiddetta British invasion, secondo altri il suono della chitarra, soprattutto nell'introduzione, ricorda il tipico suono dei The Byrds. Nonostante si tratti di un pezzo in qualche modo affine a Prove It All Night, il primo singolo dell'album precedente reso da Springsteen e dalla band uno dei momenti più scatenati dei concerti, il suono "anni sessanta" di The Ties That Bind e il modo in cui fu registrata, volutamente resa per sembrare quasi suonata dal vivo, diedero un'indicazione chiara del percorso che Springsteen stava intraprendendo, uno stile più leggero e divertente rispetto a Darkness dal quale erano stati alla fine esclusi un gran numero di brani di puro rockabilly, registrati e poi accantonati per essere riproposti più di trent'anni dopo nell'album di inediti The Promise.
La canzone è una riflessione sui rapporti personali che possono soffocare o, al contrario, vincere la solitudine. Il narratore si rivolge alla sua ragazza, arrabbiata, solitaria, che rifiuta di legarsi, che «non ha bisogno di nessuno al suo fianco», ma che nella sua caparbietà finisce per camminare alla cieca, andando incontro a lacci ancor più soffocanti. Per Springsteen, trentenne all'epoca della composizione di questa e delle altre canzoni di The River, il tema della vita in comune inizia a diventare importante e nei testi affronta i temi della famiglia, del matrimonio, della necessità di avere rapporti solidi e duraturi. Nel finale il narratore chiede alla ragazza di correre con lui, poiché insieme sarà più facile affrontare le difficoltà rappresentate dai legami che soffocano. In tal senso il titolo può essere considerato ambialente, tra "i lacci che soffocano" o "i legami che uniscono". In senso generale, la canzone tratta dell'importanza di appartenere a una comunità a cui, nel bene e nel male, si è legati; un tema che Springsteen affronterà spesso nella sua carriera soprattutto nell'età più matura, anche in relazione al concetto del "sogno americano".

## Discografia
- 1980 – Bruce Springsteen, The River, LP (doppio), Columbia Records PC2 36854
- 2010 – Bruce Springsteen & the E Street Band, Thrill Hill Vault Houston '78 Bootleg: House Cut, DVD, Columbia Records Sony Music 88697765252, contiene il video del concerto al The Summit di Houston dell'8 dicembre, parte del cofanetto antologico The Promise: The Darkness on the Edge of Town Story
- 2015 – Bruce Springsteen, The Ties That Bind: The River Collection, CD (quadruplo), Columbia Records 88875164672, inclusa nella versione rimasterizzata di The River e nel CD The River: Single Album  contenente la versione preliminare dell'album